# Шуга (приток Оби)
Шуга — река в России, протекает по Надымскому району Ямало-Ненецкого автономного округа. Устье реки находится в 7 км по правому берегу реки Оби (Надымская Обь). Длина реки — 130 км, площадь водосборного бассейна — 1600 км².

## Притоки
(указано расстояние от устья)
- 19 км: Яптокошуга
- 35 км: Хадытаяха
- 40 км: Нерояха
- 53 км: река без названия
- 57 км: река без названия
- 59 км: Неропаровы
- 65 км: Енотахадыта
- 75 км: Паксыртанеруяха
- 82 км: Хавыяха
- 89 км: Нгарка-Нерояха

## Данные водного реестра
По данным государственного водного реестра России относится к Нижнеобскому бассейновому округу, водохозяйственный участок реки — Обь от города Салехард и до устья, речной подбассейн реки — бассейны притоков Оби ниже впадения Северной Сосьвы. Речной бассейн реки — (Нижняя) Обь от впадения Иртыша.
Код объекта в государственном водном реестре — 15020300212115300035507.